# Isländische Fußballmeisterschaft 1944
Die isländische Fußballmeisterschaft 1944 war die 33. Spielzeit der höchsten isländischen Fußballliga.
Der Titel ging zum insgesamt zehnten Mal an Valur Reykjavík.
Die Saison startete ursprünglich mit fünf Vereinen, welche alle in Reykjavík ansässig waren. Allerdings zog sich Íþróttafélag Reykjavíkur nach nur einem Spiel – einer 0:8-Niederlage gegen Fram Reykjavík – aus der Liga zurück. Das Spiel wurde annulliert, und die Saison mit vier Mannschaften fortgeführt.

## Abschlusstabelle
| Pl. | Verein              | Sp. | S | U | N | Tore    | Quote | Punkte |
| --- | ------------------- | --- | - | - | - | ------- | ----- | ------ |
| 1.  | Valur Reykjavík (M) | 3   | 2 | 1 | 0 | 006:300 | 2,00  | 05:10  |
| 2.  | KR Reykjavík        | 3   | 2 | 0 | 1 | 003:200 | 1,50  | 04:20  |
| 3.  | Víkingur Reykjavík  | 3   | 0 | 2 | 1 | 004:600 | 0,67  | 02:40  |
| 4.  | Fram Reykjavík      | 3   | 0 | 2 | 1 | 003:500 | 0,60  | 02:40  |

| (M) | amtierender isländischer Meister |

### Kreuztabelle
Die Kreuztabelle stellt die Ergebnisse aller Spiele dieser Saison dar. Die Heimmannschaft ist in der ersten Spalte aufgelistet, die Gastmannschaft in der obersten Reihe. Die Ergebnisse sind immer aus Sicht der Heimmannschaft angegeben.
| 1944               | Fram Reykjavík | Víkingur Reykjavík |     | KR Reykjavík |
| Fram Reykjavík     |                | 2:2                | 1:2 | 0:1          |
| Víkingur Reykjavík | –              |                    | 2:2 | 0:2          |
| Valur Reykjavík    | –              | –                  |     | 2:0          |
| KR Reykjavík       | –              | –                  | –   |              |